# Leopoldina Čović
Božja ugodnica Leopoldina (Marija, Mari) Čović (Subotica, 18. svibnja 1901. – Zagreb, 11. listopada 1926.) je bila časna sestra milosrdnica iz Bačke, rodom Hrvatica.

## Životopis
Rodila se u Subotici 18. svibnja 1901. godine. Bila je šesto od šesnaestero djece. Veća s dvanaest godina osjetila je pokornički duh i pobožnost prema Presvetom Srcu Isusovu. Prema njenim riječima, kada je osluškujući unutarnji poticaj srca, često postila u čast Srcu Isusovu, jednostavno znajući da tako mora činiti. Tako je već u obiteljskom domu živjela poput redovnice. Svi su ju poznavali kao djevojku od malo riječi, duboko pobožnu, poslušnu, vrlo radinu, skromnu, čednu i ozbiljnu, kao djevojku vedra lica.
Njena je starija sestra bila redovnicom, što je bio dodatni poticaj za ući u samostan. 1919. je godine, kad je navršila osamnaest godina, stupila u Družbu sestara milosrdnica. U Družbi je prošla novicijat. Nakon toga upisala je učiteljsku školu. Školu nije dovršila zbog teške bolesti. Oboljela je od sušice (tuberkuloze). I kao oboljela pripravljala se za doživotne zavjete. Položila ih je 1924. godine. U bolnici Kuće matice u Zagrebu provela je posljednju godinu svog života.
Zadnjih 25 dana života prikazivala je kao pokoru za svojih 25 godina života i sve ono što je u njima propustila. Umrla je 11. listopada 1926. godine, uz samrtne riječi "Isuse, kad ti hoćeš tako, hoću i ja."
Pokopana je na Mirogoju na groblju sestara Milosrdnica. Životopis je poslije objavljen kao knjiga.

## Beatifikacija
Poslije njene smrti inicijativu pokretanja njena štovanja pokrenuo je isusovac Milan Pavelić životopisom u Glasniku Srca Isusova, pri čemu se silno angažirao.
1946. je godine Nadbiskupski ordinarijat u Zagrebu izdavao svete sličice pod brojem 3212/46 s molitvom za proglašenje blaženom Leopoldine Čović.
Na obnovi njena štovanja radio je Lazar Ivan Krmpotić, te je kod sestara Milosrdnica u Zagrebu iznova pokrenuo inicijativu pokretanja njena štovanja.
Za promicanje tog štovanja naručio je Krmpotić njena dva portreta kod slikara Stanka Zubovića. Jedan je portret poklonio crkvi Uskrsnuća Isusova u Subotici (njenoj rodnoj župi), a drugi sestrama Milosrdnicama u Beogradu. U isto je vrijeme Krmpotić potaknuo zrenjaninskog biskupa Tomasa Junga (mađ. Tamás Jung) neka pokrene kauzu za redovnicu Margitu Bognerovu iz banatske župe Torde, a koja je bila zastala u proceduri.
Na Krmpotićevo je traženje župnik crkve Uskrsnuća Isusova u Subotici Bela Stantić uveo Leopoldininu nedjelju (drugu u listopadu). To je druga nedjelja u listopadu. Tog se dana govori o Leopoldini Mari Čović i čuva njezina uspomena.

## Citati
- I ja moram umrijeti od ljubavi, ako i ne od ljubavi, a ono od želje da ljubim.
- Jer ljubiti znači isto što i trpjeti.
- Iskusila sam da željeti trpljenje znači više nego trpjeti.
- U mom srcu vruća je želja za nebom jer tamo je polje mog rada.
- Uvijek sam mislila kako ću, kad umrem, nastojati samo oko toga da dragim sestrama, pa i drugim dušama, izmolim milost ljubiti trpljenje.
- Drugo što želim naučiti duše jest to: da u svemu što im se događa gledaju volju Božju.
- Isuse, kad ti hoćeš tako, hoću i ja.